# سد مادوشان
سد مادوشان (به لاتین: Madushan Dam) یک سد و نیروگاه برقابی در چین است که در Gejiu City and Jinping Miao, Yao, and Dai Autonomous County واقع شده‌است.